# 阪急共栄物産
阪急共栄物産（はんきゅうきょうえいぶっさん）は、かつてスーパーマーケット・ドラッグストア運営、医薬品製造を行っていた企業。

## 概要
阪急百貨店（現・エイチ・ツー・オー リテイリング）の子会社として設立された。阪急阪神東宝グループ総帥であった小林一三の自主独立の考えから、阪急百貨店は京阪神急行電鉄から分離したうえで独立企業として上場したが、当社もまた、阪急百貨店の完全子会社ではなく、別に大阪証券取引所第2部へ上場した。
旧・京阪デパート発祥の阪急百貨店天六食品店を業態転換し、当社の本社も併設する天六店（旧・天神橋駅ビル）や東京都品川区の武蔵小山店などを阪急共栄ストアーとして営業していた。バラエティストア（雑貨店）の専門店や飲食店は南街会館（現・東宝南街ビル）といった、東宝や阪急電鉄の施設にも展開。また、医薬品や健康食品の製造を行い、「ブレーブスCドリンク」なども販売した。
しかし、親子上場によるガバナンスの問題から、経営悪化のため2002年に上場を廃止した。翌年1月1日付で阪急フレッシュエール、阪急ファミリーストア、阪急共栄ファーマシーなど5社を子会社として設立。同年3月に当社は阪急百貨店に吸収合併されて消滅し、子会社5社は阪急百貨店の子会社となった。その後、スーパー事業に関しては阪急ファミリーストアへの業態転換を経たうえで、天六店をはじめ存続する店舗は阪急オアシス（2023年よりイズミヤ・阪急オアシス株式会社が運営）に統一された。
当社は球団売却後も阪急ブレーブスに関する商標の一部を所有していたが、会社解散後に商標を更新しなかった。
三和グループに属していたためみどり会の会員企業であった。

## 沿革
- 1929年（昭和4年）4月15日 - 阪急百貨店開業に伴い百貨店3階に薬品売場を開業。
- 1952年（昭和27年）8月2日 - 阪急物産株式会社と阪急共栄製薬株式会社が合併。阪急共栄物産株式会社新設（新設合併）。
- 1956年（昭和31年）2月10日 - 阪急製菓株式会社を吸収合併。
- 1961年 - 大阪証券取引所第2部に上場。
- 2002年 - 株式会社阪急百貨店の完全子会社に。薬品事業をエムジーファーマへ譲渡。大阪証券取引所上場廃止。
- 2003年
  - 1月1日 - 阪急フレッシュエール、阪急ファミリーストア、阪急共栄ファーマシー等5社が、子会社として阪急共栄物産株式会社より分離。
  - 3月1日 - 阪急共栄物産株式会社は株式会社阪急百貨店に吸収合併。エムジーファーマ株式会社はロート製薬の傘下に入る。